# Sami Habra
Sami Habra est un spécialiste britannique en musique classique, né le 15 novembre 1935 à Haïfa et mort le 4 juillet 2023 à Versailles,. Il est l'un des cofondateurs de la Société Wilhelm Furtwängler française. Il connaît personnellement de nombreux chefs d'orchestre, comme Otto Klemperer, Jascha Horenstein, Dimitri Mitropoulos, Koussevitsky et, surtout, Hans Schmidt-Isserstedt.
Il est souvent invité pour des conférences ou des émissions sur les chefs d'orchestre Hermann Scherchen, Hermann Abendroth, Willem Mengelberg, Arturo Toscanini et surtout Wilhelm Furtwängler. Il écrit nombre de notice discographiques d'enregistrements d'archives de ces chefs.